# 清水レナ
清水 令奈（しみず れな、1973年7月3日 - ）は、日本の実業家。女性活躍推進コンサルタント、株式会社CHANCEforONE代表取締役社長。

## 来歴・人物
神奈川県横浜市生まれ。三姉妹の長女。昭和学院秀英高等学校、明治大学短期大学経済学科を経て、立命館大学経済学部に編入学後、卒業。
立命館大学在学中（1994年）に立命館大学経済学部女子就職問題研究プロジェクトの立ち上げに関わったことをきっかけに、女性のキャリアの分野に足を踏み入れる。大学在学中（1996年）には女子大生の就職奮戦をテーマにした本『上を向いてまわろう』（共著）を出版し、立命館大学の就職セミナーや、京都市男女共同参画会議に就職氷河期の女子大生の代表として意見を求められる。以来、20年以上女性のキャリア支援に関わる活動を継続。
新卒でリクルートコスモス（現在のコスモスイニシア）へ入社し、関西支社営業部配属を経て９ヶ月後に、経営トップの秘書に抜擢される。その後マンパワージャパン（現在のマンパワーグループ）を経て、コーチ・エイにてマネジメント層向けのビジネスコーチとして活躍。2010年-個人事務所を開業。
2012年-「自律した女性が活躍できる社会を創る」を理念とする株式会社CHANCE for ONEを設立。企業法人に向けた女性活躍推進に関するコンサルティング、研修、トレーニングプログラムをワンストップで提供している。自身も、女性活躍推進の専門家として、講演、執筆、経営層へのアドバイス等を行っている。
職歴
- リクルートコスモス（現在のコスモスイニシア）‐社長付秘書役として在籍。
- マンパワージャパン（現在のマンパワーグループ）-キャリアコンサルタントとして在籍。
- コーチ・エィ-組織開発コンサルタント及びビジネスコーチとして在籍。
- 清水レナ事務所-個人向けコンサルティング及び大学非常勤講師（キャリア領域）。
- 株式会社CHANCE for ONE（2012年-）-企業法人向け女性活躍推進コンサルティング

### 著書
- 『上を向いてまわろう』（ほうしょう出版　共著）1996.
- 『輝く会社のための女性活躍推進ハンドブック』（ディスカヴァー・トゥエンティワン）2015.6.